# Baisi
Baisi är en ort i Indien.   Den ligger i distriktet Purnia och delstaten Bihar, i den östra delen av landet, 1 100 km öster om huvudstaden New Delhi. Baisi ligger 42 meter över havet och antalet invånare är 1 319.
Terrängen runt Baisi är mycket platt. Runt Baisi är det tätbefolkat, med 493 invånare per kvadratkilometer. Närmaste större samhälle är Dalkola, 9,6 km öster om Baisi. Trakten runt Baisi består till största delen av jordbruksmark.